# Teofilów
Teofilów [pronunciación en polaco: /tɛɔˈfiluf/] es una aldea ubicada en el distrito administrativo de Gmina Drużbice, dentro del condado de Bełchatów, voivodato de Łódź, en el centro de Polonia. Se encuentra a unos 4 kilómetros al suroeste de Drużbice, a 10 kilómetros al norte de Bełchatów, y a 38 kilómetros al sur de la capital regional Łódź.
El pueblo tiene una población de 80.